# Strade regionali in Italia

Segnale stradale in uso

Le strade regionali in Italia sono strade che possiedono tale classificazione amministrativa prevista dal Codice della strada italiano.

## Descrizione
Il concetto è stato introdotto per la prima volta in Italia, limitatamente alla regione autonoma Valle d'Aosta (dove non esiste nessun ente provinciale), con la legge regionale n. 1 del 10 ottobre 1950.
Il concetto è stato poi esteso a livello nazionale dal decreto legislativo nº 285 del 30 aprile 1992 (Nuovo Codice della strada) che la definisce come:
(Codice della Strada)
Le prime strade (escludendo la Valle d'Aosta) classificate come SR (strada regionale) sono state create in seguito al decreto legislativo n. 112 del 1998, nel 2001. In particolare, gli articoli 99 e 101 prevedevano il trasferimento della proprietà e delle competenze relative alle strade statali non comprese nella rete stradale nazionale dallo Stato alle regioni, che hanno poi regolato autonomamente la materia. Per motivi organizzativi molte regioni hanno affidato le strade ex statali alle province, mantenendo comunque la sigla SR.
Oltre a queste strade regionali nate in seguito al declassamento della rete statale esistono strade regionali classificate subito come tali (ad esempio la SR 6 in Puglia anche se successivamente declassata a provinciale) o strade regionali ex provinciali come la SR 89, ex SP 62, in Veneto.
Le SR possono essere classificate tecnicamente come strade extraurbane principali (strada di tipo B) o come strade extraurbane secondarie (strada di tipo C). Se attraversano centri abitati con popolazione superiore ai 9.999 abitanti sono strade di competenza comunale e quindi urbane (tipo D e E). Se attraversano centri o nuclei abitati con popolazione inferiore ai 9.999 abitanti sono urbane (tipo D e E), ma la competenza rimane del gestore.
Oltre alle strade identificate dalla sigla SR esistono strade gestite dalla regione ma identificate dalla sigla SP (ad esempio molte SP in provincia di Belluno sono gestite dalla società Veneto Strade al 30% dell'omonima regione).

## Classificazioni delle strade regionali per regione
Le classificazioni riportate nei seguenti paragrafi sono reperite o dalla segnaletica effettivamente installata o da elenchi presenti nei siti web delle province. In quest'ultimo caso la segnaletica potrebbe essere non aggiornata o diversa da quanto riportato nei siti web delle province.

### Abruzzo
In Abruzzo le ex statali vengono indicate come SR, anche se la gestione di tali strade è stata delegata alle province; fanno eccezione le province di Chieti e Teramo che hanno rinumerato le ex strade statali con un nuovo numero e con la sigla SP.

### Basilicata
In Basilicata le strade ex statali sono indicate come SP ex SS (ad es. SP ex SS 11) in provincia di Potenza; non è nota la classificazione delle ex statali in provincia di Matera.

### Calabria
In Calabria la provincia di Reggio Calabria e la provincia di Crotone ha proceduto alla completa rinumerazione delle ex strade statali con la sigla SP, nella provincia di Cosenza le strade ex statali sono indicate come SP ex SS; non sono note le classificazioni delle ex statali nelle province di Vibo Valentia e Catanzaro.

### Campania
In Campania la provincia di Napoli ha rinumerato e riclassificato le ex statali; non è nota la classificazione delle ex statali nelle altre province.

### Emilia-Romagna
In Emilia-Romagna le strade ex statali vengono classificate con la sigla SP R (es. SP 10 R) nelle province di Rimini e Reggio Emilia, mentre vengono indicate senza l'aggiunta della R in provincia di Bologna, Modena, Parma, Piacenza, Ravenna. Le province di Forlì-Cesena e di Ferrara hanno rinumerato le strade provinciali (ad esempio l'ex SS 254 è l'attuale SP 2).

### Friuli-Venezia Giulia
In Friuli-Venezia Giulia dal 1º gennaio 2008 le strade statali dismesse e passate alla regione sono gestite dalla società regionale Friuli Venezia Giulia Strade e sono classificate come SR mantenendo la stessa numerazione. Le strade classificate come d'interesse nazionale, rimaste di proprietà statale ma gestite da Friuli Venezia Giulia Strade, hanno mantenuto la denominazione di strada statale (SS). Dal 2019, in seguito all'abolizione delle province, la denominazione di strada regionale è stata assegnata anche alle ex strade provinciali, in questo caso seguita dalla sigla dell'ex provincia in cui è situata la strada e mantenendo il vecchio numero della strada provinciale (es. SR UD 1 al posto di SP 1). Dal 1º gennaio 2022 le strade regionali ex provinciali sono divenute di competenza dei rispettivi enti di decentramento regionale.

### Lazio
Nel Lazio le ex statali sono gestite dalle province; alcune ex statali sono state classificate come SR, strade regionali, e mantengono il numero di quando erano statali, altre ex statali invece sono state classificate come SP e rinumerate. Non è nota la classificazione delle ex statali nella provincia di Frosinone.

### Liguria
In Liguria le strade ex statali sono state riclassificate in SP ma non sono state rinumerate; in provincia di Imperia sono invece indicate come SP ex SS; non è nota la classificazione delle ex statali nella provincia della Spezia.

### Lombardia
La Regione Lombardia recependo la normativa nazionale mediante la legge regionale nº 1 del 2000 ha deliberato la devoluzione alle proprie province delle strade a sua volta devolutele dallo Stato. Le province di Bergamo, Lecco e Varese hanno mantenuto la vecchia numerazione cambiando solo la classificazione in SP. La Provincia di Brescia usa invece la sigla SP BS con la vecchia numerazione; la provincia di Cremona indica le ex statali come CR SP ex SS; le province di Lodi, Milano e Monza, e Pavia hanno riclassificato le ex statali in SP ex SS mantenendo la vecchia numerazione; la provincia di Sondrio ha rinumerato e classificato come SP le ex statali; non è nota la classificazione delle ex statali nelle province di Como e Mantova.

### Marche
Nelle Marche le ex statali erano indicate come SP con la vecchia numerazione; le province di Ascoli Piceno e Fermo hanno rinominato le ex strade statali con un nuovo numero progressivo (ad es. la ex SS 78 è divenuta SP 237). Le strade statali trasferite dell'ANAS alla regione nel 2018 sono però state classificate come strade regionali.

### Molise
In Molise le ex statali sono state rinominate in provinciali e hanno ricevuto anche una nuova numerazione nella provincia di Campobasso; nella provincia di Isernia le ex statali sono indicate come SP ex SS.

### Piemonte
In Piemonte le ex statali sono divenute strade regionali e successivamente date in gestione alle province. La classificazione delle ex statali varia da provincia a provincia. Nella provincia di Torino le ex strade statali trasferite dal demanio regionale a quello provinciale sono state classificate come strade di I categoria e quindi come SSP (ad es. SSP 24) e non come SR. La provincia di Cuneo ha mantenuto la numerazione delle strade statali cambiando la sigla in SP, tuttavia per alcune strade ha aggiunto una cifra poiché la numerazione era già usata per altre strade provinciali mentre solo 3 strade, pur gestite dalla omonima provincia, sono indicate dalla sigla SR, infine due strade ex statali indicate in origine come dir e bis sono state indicate da un nuovo numero progressivo e dalla sigla SP. La provincia di Alessandria ha mantenuto la numerazione delle strade statali cambiando la sigla in SP, tuttavia alcune ex strade statali hanno perso il suffisso dir o var. Le province di Novara e del Verbano-Cusio-Ossola hanno mantenuto la numerazione cambiandone solo la sigla in SP (solo in un paio di casi è stata attribuita una nuova numerazione e una nuova denominazione). Non è nota la classificazione delle ex statali nelle province di Asti, Biella e Vercelli.

### Puglia
In Puglia le ex statali sono state rinominate in provinciali e hanno ricevuto anche una nuova numerazione. Nella provincia di Taranto non vi sono strade regionali declassificate; in ogni caso la strada della Murgia centrale nel primo periodo di apertura è stata classificata come SR 6, ma successivamente la gestione è stata trasferita alla provincia competente che l'ha rinumerata e riclassificata. È classificata come SR 1 la strada che collega il casello autostradale A16 di Candela con lo svincolo della S.P. 110, presso l’abitato di Radogna (Bovino); è inoltre previsto il completamento della stessa strada fino all’innesto sulla S.S. 16, in prossimità dell’abitato di Ripalta, collegandosi così al casello autostradale A14 di Poggio Imperiale.

### Sardegna
In Sardegna, così come in Sicilia, non sono presenti strade regionali in quanto Anas gestisce anche la rete di interesse regionale. L'unica strada statale totalmente declassificata, la SS 570 di Monte Albo, è stata direttamente consegnata alla provincia di Nuoro e non mantiene nessun riferimento alla denominazione precedente.

### Sicilia
In Sicilia, così come in Sardegna, non sono presenti strade regionali in quanto Anas gestisce anche la rete di interesse regionale. L'unica strada statale non più presente, la SS 642 di Camastra, è stata classificata come statale e successivamente stralciata prima della sua realizzazione, al giorno d'oggi mai avvenuta.

### Toscana
In Toscana le ex statali trasferite al demanio regionale sono indicate con la sigla SR mentre non è nota la classificazione delle strade trasferite dal demanio statale a quello regionale e infine trasferite al demanio delle singole province. Sono tutte gestite dalle province competenti. Fa eccezione la strada di grande comunicazione Firenze-Pisa-Livorno che non ha mai ricevuto una sigla alfanumerica composta dalle lettere SS ed è gestita principalmente dalla città metropolitana di Firenze.

### Trentino-Alto Adige
Nella provincia autonoma di Trento (che si è vista trasferire dall'ANAS la gestione di tutte le strade statali) le strade statali mantengono usualmente l'indicazione SS (es. SS 12). Anche nella provincia autonoma di Bolzano le strade statali, pur gestite dalla Provincia Autonoma (anche qui l'ANAS ha trasferito la gestione di tutte le strade statali), mantengono la classificazione SS (strade statali/Staatsstraßen) mentre le restanti strade provinciali vengono indicate come SP/LS (strade provinciali/Landesstraßen).

### Umbria
In Umbria le ex statali vengono indicate come SR, anche se la gestione di tali strade è stata delegata alle province.

### Valle d'Aosta
La legge regionale n. 1 del 10 ottobre 1950 della Valle d'Aosta (dove non esiste nessun ente provinciale) ha classificato come strade regionali le strade fino ad allora classificate come strade provinciali, di seconda classe e di terza classe (previste dall'articolo 1, lettera b e c del Regio Decreto 15 novembre 1923, n. 2506). La legge regionale definiva così le strade regionali:
La legge regionale 20 novembre 2006 n. 26 ha riformulato la definizione di strada regionale:
- collegano al capoluogo della Regione i capoluoghi di Comuni;
- allacciano a strade statali o regionali capoluoghi di Comuni o centri di riconosciuta importanza turistica;
- costituiscono diretti ed importanti collegamenti tra strade statali ovvero tra strade regionali ovvero tra strade statali e regionali;
- presentano rilevante interesse per le relazioni industriali, commerciali, turistiche e socio-economiche della Regione;
- costituiscono grandi direttrici del traffico regionale.»

### Veneto
In Veneto le strade statali dismesse sono gestite dalla società regionale Veneto Strade che le ha classificate in parte come SR (quelle di maggiore importanza), ed in parte come SP (strade provinciali) nonostante la loro gestione non sia in capo alle province. Alcune di queste strade (quelle con la numerazione bis, ter, dir, ...) sono anche state rinumerate; le strade ex statali in provincia di Vicenza sono invece quasi tutte gestite dalla società Vi.Abilità S.p.a (della provincia di Vicenza per il 95%, di Veneto Strade per il 5%) che le ha riclassificate in SP.